# Jurgi Oteo
Jurgi Oteo Gómez (Barakaldo, 29 augustus 1996) is een Spaans voetballer die bij als vleugelspeler speelt. Hij komt uit voor Bilbao Athletic, de satellietclub van Athletic Bilbao.

## Clubcarrière
Oteo speelde in de jeugd voor Santutxu en Athletic Bilbao. Tijdens het seizoen 2013/14 debuteerde hij voor CD Baskonia, een satellietclub van Athletic Bilbao. In mei 2014 werd de vleugelspeler bij het tweede elftal gehaald. Gedurende het seizoen 2014/15 speelde hij in totaal negenentwintig competitieduels, waarmee hij een aandeel had in de promotie naar de Segunda División. Op 24 augustus 2015 debuteerde Remir Oteo op het op een na hoogste niveau in Spanje tegen Girona.

## Interlandcarrière
Oteo vertegenwoordigde Spanje bij diverse nationale jeugdelftallen. In 2013 debuteerde hij in Spanje –19, waarvoor hij één doelpunt maakte in tien interlands.